# Liste der Baudenkmäler in Steinhöring

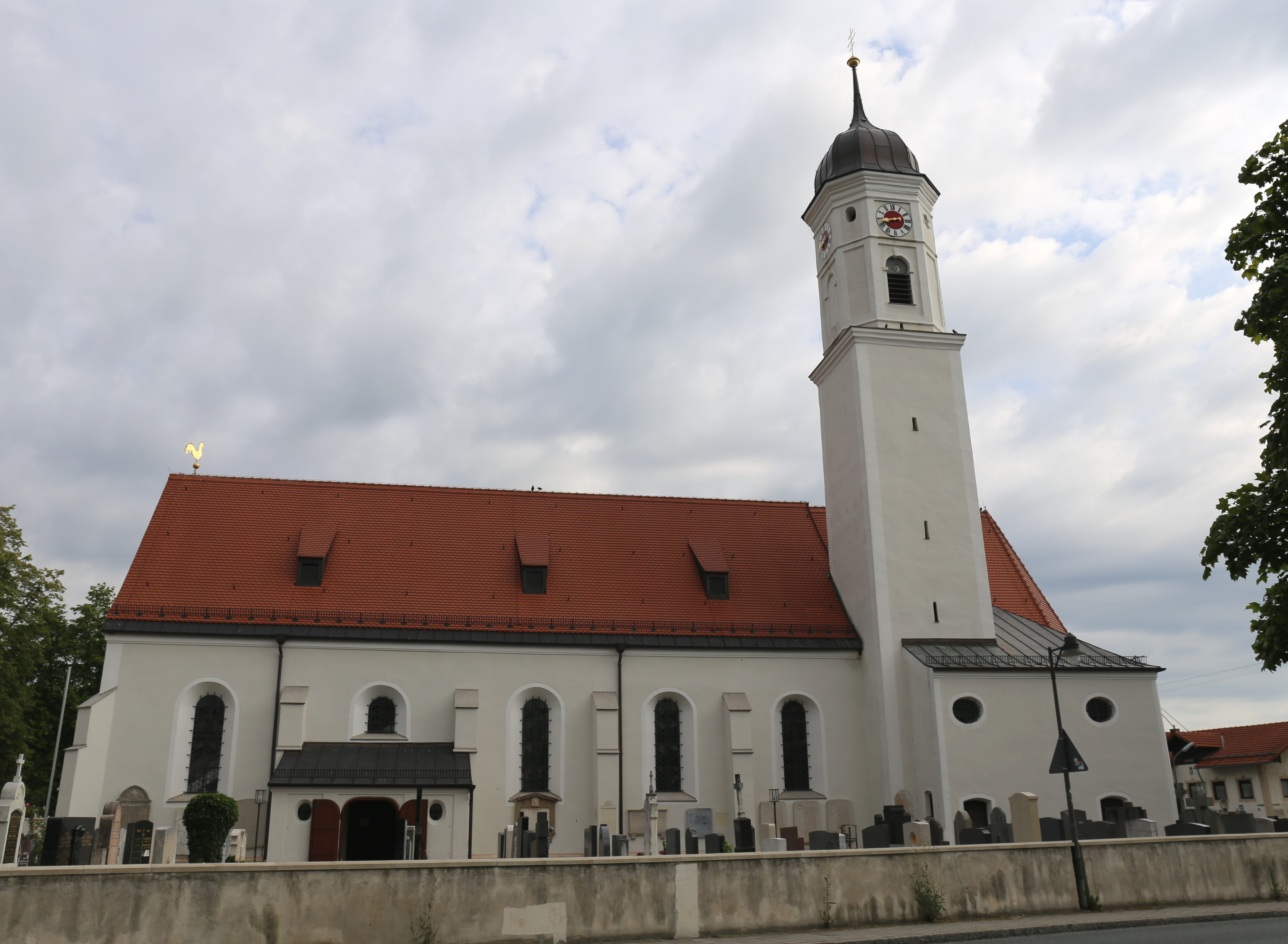
St. Gallus in Steinhöring

Auf dieser Seite sind die Baudenkmäler in der oberbayerischen Gemeinde Steinhöring zusammengestellt. Diese Tabelle ist eine Teilliste der Liste der Baudenkmäler in Bayern. Grundlage ist die Bayerische Denkmalliste, die auf Basis des Bayerischen Denkmalschutzgesetzes vom 1. Oktober 1973 erstmals erstellt wurde und seither durch das Bayerische Landesamt für Denkmalpflege geführt wird. Die folgenden Angaben ersetzen nicht die rechtsverbindliche Auskunft der Denkmalschutzbehörde.

## Baudenkmäler nach Ortsteilen

### Steinhöring
| Lage                           | Objekt                                | Beschreibung | Akten-Nr.     | Bild                                  |
| ------------------------------ | ------------------------------------- | --- | ------------- | ------------------------------------- |
| Bahnhofstraße 15 (Standort)    | Stadel                                | langgestreckter Riegelbau mit flachem Satteldach und Bundwerk, bezeichnet 1816 | D-1-75-137-1  | weitere Bilder                        |
| Bahnhofstraße 22 (Standort)    | Ehemaliges Bauernhaus                 | Einfirsthof, zweigeschossiger Satteldachbau mit Blockbaukniestock, weitem Dachüberstand und Hochlaube, um 1830, baulich verändert und Putzgliederung, um 1900; schmiedeeiserne Einfriedung auf Stampfbetonsockel, um 1900                                                       | D-1-75-137-69 | BW                                    |
| Berger Straße 30 (Standort)    | Bildstock                             | Laterne mit Reliefs auf Säule, Rotmarmor, 16. Jahrhundert | D-1-75-137-2  | Bildstock                             |
| Münchener Straße 11 (Standort) | Wohnteil des ehemaligen Einfirsthofes | zweigeschossig mit Blockbau-Obergeschoss, Hochlaube und flachem Satteldach, 3. Viertel 18. Jahrhundert | D-1-75-137-3  | Wohnteil des ehemaligen Einfirsthofes |
| Münchener Straße 21 (Standort) | Haustür der ehemaligen Posthalterei   | geschnitzt, 3. Viertel 19. Jahrhundert | D-1-75-137-4  | weitere Bilder                        |
| Münchener Straße 25 (Standort) | Ehemalige Taverne, jetzt Gasthof Post | zweigeschossiger Walmdachbau mit Traufgesims und angesetztem Satteldachbau, 1. Hälfte 19. Jahrhundert, Walmdach nach 1855 | D-1-75-137-5  | weitere Bilder                        |
| Münchener Straße 28 (Standort) | Katholische Pfarrkirche St. Gallus    | spätgotischer Saalbau mit leicht eingezogenem Polygonalchor, angefügter zweigeschossiger Sakristei und südlichem Flankenturm, dendrologisch datiert 1473, barockisiert und Zwiebelhaube 1727 und dendrochronologisch datiert 1754, nach Westen verlängert 1849; mit Ausstattung | D-1-75-137-6  | weitere Bilder                        |

### Abersdorf
| Lage                     | Objekt | Beschreibung | Akten-Nr.    | Bild           |
| ------------------------ | ------ | --- | ------------ | -------------- |
| Dorfstraße 21 (Standort) | Stadel | zweigeschossiger Flachsatteldachbau mit Bundwerk und Erdgeschoss teilweise in Blockbauweise, 1. Viertel 19. Jahrhundert | D-1-75-137-7 | weitere Bilder |

### Aschau
| Lage                | Objekt               | Beschreibung | Akten-Nr.    | Bild                 |
| ------------------- | -------------------- | --- | ------------ | -------------------- |
| Aschau 1 (Standort) | Ehemaliger Bauernhof | zweigeschossige verputzte Einfirstanlage mit flachem Satteldach und Bundwerk am Wirtschaftsteil, 1. Hälfte 19. Jahrhundert, Querbauten später angefügt | D-1-75-137-8 | Ehemaliger Bauernhof |

### Berg
| Lage                        | Objekt               | Beschreibung | Akten-Nr.     | Bild                 |
| --------------------------- | -------------------- | --- | ------------- | -------------------- |
| Berg 2, 2 a, 2 b (Standort) | Ehemaliger Bauernhof | zweigeschossige Einfirstanlage mit flachem Satteldach, geschnitzter Haustür und Putzgliederung, Wirtschaftsteil und Querstadel mit Bundwerk, nach 1855 | D-1-75-137-9  | Ehemaliger Bauernhof |
| Berg 5 (Standort)           | Ehemaliger Bauernhof | zweigeschossige verputzte Einfirstanlage mit Hakenschopf, flachem Satteldach und Bundwerk am Wirtschaftsteil, 1. Hälfte 19. Jahrhundert                | D-1-75-137-10 | weitere Bilder       |
| Berg 6 (Standort)           | Getreidekasten       | zweigeschossiger Bohlenständerbau mit Bundwerkgiebel, 2. Hälfte 17. Jahrhundert                                                                        | D-1-75-137-11 | weitere Bilder       |

### Blöckl
| Lage                                    | Objekt     | Beschreibung | Akten-Nr.     | Bild       |
| --------------------------------------- | ---------- | --- | ------------- | ---------- |
| In der Flur Blöckl; Blöckl 1 (Standort) | Hofkapelle | kleiner neugotischer Backsteinbau mit dreiseitigem Schluss und Lourdesgrotte, Ende 19. Jahrhundert; Feldkreuz, Gussfiguren an Holzkreuz, gleichzeitig | D-1-75-137-12 | Hofkapelle |

### Dichtlmühle
| Lage                                | Objekt                                                 | Beschreibung | Akten-Nr.               | Bild                                                   |
| ----------------------------------- | ------------------------------------------------------ | --- | ----------------------- | ------------------------------------------------------ |
| Dichtlmühle 1, 2, 2 a, 3 (Standort) | Ehemalige Mahl- und Sägemühle (sogenannte Dichtlmühle) | Ehemaliges Wohnstallhaus, zweigeschossiger Flachsatteldachbau mit Putzgliederung, Mitte 19. Jahrhundert, hakenförmige Erweiterung am eisernen Glockenträger bezeichnet 1895; Ehemalige Sägemühle, schmaler erdgeschossiger Holzständerbau mit Satteldach, um 1920 teilweise erneuert; Ehemalige Remise, erdgeschossiger Backstein- und Holzständerbau mit flachem Satteldach, um 1860 | D-1-75-137-13           | weitere Bilder                                         |
| Dichtlmühle 1, 2, 2 a, 3 (Standort) | Ehemalige Mahl- und Sägemühle (sogenannte Dichtlmühle) | Hofkapelle Hofkapelle, hoher verputzter Einraum mit dreiseitigem Schluss und massivem Dachreiter, 1863; | D-1-75-137-13 zugehörig | Ehemalige Mahl- und Sägemühle (sogenannte Dichtlmühle) |

### Dietmering
| Lage                    | Objekt              | Beschreibung                                                                                    | Akten-Nr.     | Bild           |
| ----------------------- | ------------------- | ----------------------------------------------------------------------------------------------- | ------------- | -------------- |
| Dietmering 2 (Standort) | Ehemalige Dörrhütte | erdgeschossiger Massivbau mit Bundwerkgiebel und flachem Satteldach, 1. Drittel 19. Jahrhundert | D-1-75-137-17 | weitere Bilder |

### Elchering
| Lage                                               | Objekt                           | Beschreibung                                                                                       | Akten-Nr.     | Bild                             |
| -------------------------------------------------- | -------------------------------- | -------------------------------------------------------------------------------------------------- | ------------- | -------------------------------- |
| Elchering 3 (Standort)                             | Einfirsthof                      | zweigeschossiger Putzbau mit flachem Satteldach und Traufbundwerk, um 1820/40, Querstadel erneuert | D-1-75-137-18 | Einfirsthof                      |
| Wallerwiesen, nordöstlich von Elchering (Standort) | Votivkapelle, sog. Weber-Kapelle | offene Nischenanlage mit weit vorkragendem Giebel und schmiedeeisernem Gitter, 1923                | D-1-75-137-62 | Votivkapelle, sog. Weber-Kapelle |

### Endorf
| Lage                | Objekt                                           | Beschreibung                                                                                                | Akten-Nr.     | Bild                                             |
| ------------------- | ------------------------------------------------ | --- | ------------- | ------------------------------------------------ |
| Endorf 2 (Standort) | Hof- und Votivkapelle des sogenannten Lampl-Hofs | schlichter Einraum mit flachem Polygonalschluss und Dachreiter, 2. Viertel 19. Jahrhundert; mit Ausstattung | D-1-75-137-19 | Hof- und Votivkapelle des sogenannten Lampl-Hofs |

### Etzenberg
| Lage                   | Objekt                             | Beschreibung                                                                                | Akten-Nr.     | Bild                               |
| ---------------------- | ---------------------------------- | ------------------------------------------------------------------------------------------- | ------------- | ---------------------------------- |
| Etzenberg 1 (Standort) | Wohnteil des ehemaligen Bauernhofs | zweigeschossiger Blockbau mit flachem Satteldach und Giebellaube, 1. Hälfte 19. Jahrhundert | D-1-75-137-20 | Wohnteil des ehemaligen Bauernhofs |

### Graben
| Lage                | Objekt                             | Beschreibung                                                                                   | Akten-Nr.     | Bild                               |
| ------------------- | ---------------------------------- | ---------------------------------------------------------------------------------------------- | ------------- | ---------------------------------- |
| Graben 1 (Standort) | Wohnteil des ehemaligen Bauernhofs | zweigeschossiger Blockbau mit flachem Satteldach und Bundwerkgiebel, 2. Hälfte 18. Jahrhundert | D-1-75-137-21 | Wohnteil des ehemaligen Bauernhofs |

### Helletsgaden
| Lage                         | Objekt               | Beschreibung | Akten-Nr.     | Bild           |
| ---------------------------- | -------------------- | --- | ------------- | -------------- |
| Flur Helletsgaden (Standort) | Gedenkstein          | Granitpfeiler mit Sühnekreuz-Relief, bezeichnet 1729 | D-1-75-137-24 | weitere Bilder |
| Helletsgaden 1 (Standort)    | Hofkapelle           | kleiner neugotischer Putzbau mit massivem Dachreiter, 2. Hälfte 19. Jahrhundert Bau in stark vernachlässigtem Zustand (innen überzogen mit Spinnweben, auch außen) | D-1-75-137-23 | Hofkapelle     |
| Helletsgaden 1 (Standort)    | Ehemaliger Bauernhof | zweigeschossiger Einfirsthof mit flachem Satteldach und Wohnteil in Blockbauweise sowie Bundwerk am Wirtschaftsteil, 1. Hälfte 19. Jahrhundert                     | D-1-75-137-22 | weitere Bilder |

### Hintsberg
| Lage                      | Objekt                               | Beschreibung | Akten-Nr.               | Bild                                 |
| ------------------------- | ------------------------------------ | --- | ----------------------- | ------------------------------------ |
| Hintsberg 2 (Standort)    | Kapelle                              | kleiner Putzbau mit dreiseitigem Schluss und hölzernem Vorbau, bezeichnet 1907                                                                                 | D-1-75-137-27           | weitere Bilder                       |
| Hintsberg 3 (Standort)    | Ehemaliger Parallelhof               | Wohnstallstadelhaus zweigeschossiger Flachsatteldachbau mit Blockbau-Obergeschoss, Mitte 18. Jahrhundert, Bundwerk am Wirtschaftsteil, Anfang 19. Jahrhundert; | D-1-75-137-25           | weitere Bilder                       |
| Hintsberg 3 (Standort)    | Ehemaliger Parallelhof               | Nebengebäude, Mitte 19. Jahrhundert | D-1-75-137-25 zugehörig | Ehemaliger Parallelhof               |
| Hintsberg 11 (Standort)   | Wohnteil des ehemaligen Einfirsthofs | zweigeschossiger Massivbau mit flachem Satteldach, Putzgliederung und profilierten Balkenköpfen, Mitte 19. Jahrhundert                                         | D-1-75-137-26           | Wohnteil des ehemaligen Einfirsthofs |
| Nähe Almstraße (Standort) | Bildstock                            | kräftiger Tuffpfeiler mit Laterne, bezeichnet 1722 | D-1-75-137-28           | weitere Bilder                       |

### Hub
| Lage             | Objekt               | Beschreibung | Akten-Nr.     | Bild |
| ---------------- | -------------------- | --- | ------------- | ---- |
| Hub 1 (Standort) | Hofkapelle           | kleiner verputzter Massivbau mit geradem Schluss, nach 1855. (Kapelle existiert nicht mehr). | D-1-75-137-30 | BW   |
| Hub 2 (Standort) | Ehemaliger Bauernhof | zweigeschossiger Einfirstanlage mit flachem Satteldach, Blockbau-Obergeschoss und Bundwerk am Wirtschaftsteil, bezeichnet 1712 und 1795; Ehemaliger Zehentstadel, Riegel-Bundwerkbau mit weitem Vordach, nach 1811 | D-1-75-137-29 | BW   |

### Kraiß
| Lage                  | Objekt     | Beschreibung                                                            | Akten-Nr.     | Bild           |
| --------------------- | ---------- | ----------------------------------------------------------------------- | ------------- | -------------- |
| Flur Kraiß (Standort) | Hofkapelle | kleiner offener Putzbau mit geradem Schluss, 3. Viertel 19. Jahrhundert | D-1-75-137-31 | weitere Bilder |

### Mayrhof
| Lage                 | Objekt                     | Beschreibung | Akten-Nr.     | Bild           |
| -------------------- | -------------------------- | --- | ------------- | -------------- |
| Mayrhof 1 (Standort) | Wohnteil des Einfirsthofes | zweigeschossiger Massivbau mit Kniestock, flachem Satteldach und historisierender Putzgliederung, 1898; Ehemaliges Zuhaus, kleiner zweigeschossiger Putzbau mit Satteldach, um 1900 | D-1-75-137-32 | weitere Bilder |

### Meiletskirchen
| Lage                         | Objekt                                | Beschreibung | Akten-Nr.     | Bild           |
| ---------------------------- | ------------------------------------- | --- | ------------- | -------------- |
| In Meiletskirchen (Standort) | Katholische Filialkirche St. Kastulus | spätgotischer verputzter Backsteinbau mit leicht eingezogenem Polygonalchor, 2. Hälfte 15. Jahrhundert, nördlicher Flankenturm frühgotisch; mit Ausstattung | D-1-75-137-33 | weitere Bilder |

### Neuhardsberg
| Lage                      | Objekt               | Beschreibung | Akten-Nr.     | Bild                 |
| ------------------------- | -------------------- | --- | ------------- | -------------------- |
| Neuhardsberg 3 (Standort) | Ehemaliger Bauernhof | zweigeschossige verputzte Einfirstanlage mit Querstadel, flachem Satteldach und Bundwerk am Wirtschaftsteil, Mitte 19. Jahrhundert | D-1-75-137-34 | Ehemaliger Bauernhof |

### Oed
| Lage             | Objekt            | Beschreibung                                                                   | Akten-Nr.     | Bild              |
| ---------------- | ----------------- | ------------------------------------------------------------------------------ | ------------- | ----------------- |
| Oed 1 (Standort) | Ehemaliger Stadel | eingeschossiger Holzständerbau mit Bundwerk und flachem Satteldach, um 1770/90 | D-1-75-137-35 | Ehemaliger Stadel |

### Salzburg
| Lage                  | Objekt                    | Beschreibung | Akten-Nr.     | Bild                      |
| --------------------- | ------------------------- | --- | ------------- | ------------------------- |
| Salzburg 1 (Standort) | Ehemaliger Kleinbauernhof | zweigeschossige Einfirstanlage mit flachem Satteldach und Traufbundwerk am Wirtschaftsteil, um 1830/40, Balkon und dekorative Elemente um 1910 und später | D-1-75-137-61 | Ehemaliger Kleinbauernhof |

### Sankt Christoph
| Lage                          | Objekt                                | Beschreibung | Akten-Nr.     | Bild           |
| ----------------------------- | ------------------------------------- | --- | ------------- | -------------- |
| Sankt Christoph 1 (Standort)  | Katholische Kuratie St. Christopherus | barocker Saalbau mit stark eingezogenem Polygonalchor, südlichem Flankenturm mit Zwiebelhaube und Vorzeichen mit Ölberg, um 1670; mit Ausstattung; Friedhofsmauer, verputzt mit Ziegelabschluss und Zugangstreppe, im Kern 18. Jahrhundert, verändert im 19. Jahrhundert; Kriegerdenkmal, bronzene Marienfigur auf mehrteiligem hohem Postament aus Tuffstein und mit Einfassung, bezeichnet 1920 | D-1-75-137-37 | weitere Bilder |
| Sankt Christoph 10 (Standort) | Ehemaliger Bauernhof                  | zweigeschossige Einfirstanlage mit flachem Satteldach und Blockbau-Obergeschoss, am Wirtschaftsteil Bundwerk, 18. und 1. Hälfte 19. Jahrhundert (Zur Geschichte des Hauses) | D-1-75-137-38 | weitere Bilder |
| Sankt Christoph 14 (Standort) | Getreidekasten                        | erdgeschossiger Blockbau mit flachem Satteldachbau, modern aufgestellt, 17. Jahrhundert | D-1-75-137-39 | weitere Bilder |

### Schätzl
| Lage                                      | Objekt      | Beschreibung | Akten-Nr.     | Bild           |
| ----------------------------------------- | ----------- | --- | ------------- | -------------- |
| Schätzl 1; In der Flur Schätzl (Standort) | Einfirsthof | zweigeschossiger Putzbau mit Halbstock, flachem Satteldach und Bundwerk am Wirtschaftsteil, 1865; Ehemaliges Zuhaus und Kleinbauernhof, zweigeschossige Einfirstanlage mit flachem Satteldach und Bundwerk am Wirtschaftsteil, nach 1855; Stadelteil des ehemaligen Kleinbauernhofs, erdgeschossiger Blockbau, 18. Jahrhundert | D-1-75-137-40 | weitere Bilder |

### Schützen
| Lage                  | Objekt               | Beschreibung | Akten-Nr.     | Bild           |
| --------------------- | -------------------- | --- | ------------- | -------------- |
| Schützen 8 (Standort) | Ehemaliger Bauernhof | zweigeschossige Einfirstanlagemit Blockbau-Obergeschoss, flachem Satteldach und Bundwerk am Giebel, 1. Hälfte 19. Jahrhundert | D-1-75-137-41 | weitere Bilder |

### Sensau
| Lage                  | Objekt                              | Beschreibung | Akten-Nr.     | Bild           |
| --------------------- | ----------------------------------- | --- | ------------- | -------------- |
| Lochenfeld (Standort) | Ehemalige Hofkapelle                | kleine verputzte Nischenanlage mit Satteldach, bezeichnet 1821                                                   | D-1-75-137-43 | weitere Bilder |
| Sensau 6 (Standort)   | Katholische Filialkirche St. Martin | spätgotischer Saalbau mit leicht eingezogenem Polygonalchor und nördlichem Flankenturm, um 1500; mit Ausstattung | D-1-75-137-42 | weitere Bilder |

### Sprinzenöd
| Lage                                            | Objekt                                                    | Beschreibung | Akten-Nr.     | Bild           |
| ----------------------------------------------- | --------------------------------------------------------- | --- | ------------- | -------------- |
| Sprinzenöd 1; In der Flur Sprinzenöd (Standort) | Ehemaliger Stadel                                         | zweigeschossig mit Satteldach, Bundwerk auf gemauertem Sockel, 1. Hälfte 19. Jahrhundert; Stadel, kleiner erdgeschossiger Ständerbau mit Bundwerk und flachem Satteldach, 1. Hälfte 19. Jahrhundert | D-1-75-137-44 | weitere Bilder |
| Sprinzenöd 1 (Standort)                         | Grenzstein der Grafschaft Haag (sogenannte Schimmelsäule) | Granit, bezeichnet 1686 | D-1-75-137-45 | BW             |

### Tulling
| Lage                                         | Objekt                                       | Beschreibung | Akten-Nr.     | Bild                            |
| -------------------------------------------- | -------------------------------------------- | --- | ------------- | ------------------------------- |
| Dorfstraße 6 (Standort)                      | Wohnteil des ehemaligen Bauernhofs           | zweigeschossig mit Blockbau-Obergeschoss und flachem Satteldach, 1. Hälfte 18. Jahrhundert | D-1-75-137-47 | weitere Bilder                  |
| Dorfstraße 8 b (Standort)                    | Ehemaliger Stadel                            | eingeschossiger massiver Flachsatteldachbau mit Bundwerkzone, 2. Viertel 19. Jahrhundert | D-1-75-137-48 | weitere Bilder                  |
| Dorfstraße 11 (Standort)                     | Wohnhaus mit Stadel                          | zweigeschossiger Flachsatteldachbau mit zweitennigem Stadel und dreiseitig umlaufendem Bundwerk, Wohnteil aus Tuff- und Backstein, nach 1855                                                                    | D-1-75-137-49 | weitere Bilder                  |
| Elcheringer Straße 2 (Standort)              | Katholische Filialkirche St. Pankraz         | spätgotischer Saalbau mit stark eingezogenem Polygonalchor und südlichem Flankenturm mit Spitzhelm, um 1500, barock überformt; mit Ausstattung; Friedhofsmauer, aus Tuffsteinquadern, 1. Hälfte 19. Jahrhundert | D-1-75-137-53 | weitere Bilder                  |
| Hauptstraße (Standort)                       | Bildstock                                    | schmaler Pfeiler mit Bildnische, Rotmarmor, 17. Jahrhundert | D-1-75-137-54 | weitere Bilder                  |
| Sensauer Straße 6 (Standort)                 | Einfirsthof                                  | zweigeschossiger verputzter Wohnstallstadelbau mit Halbgeschoss, flachem Satteldach und neugotischen Elementen, 1875                                                                                            | D-1-75-137-51 | Einfirsthof                     |
| Springlbacher Straße (bei Nr. 16) (Standort) | Votivkapelle, sog. Wara-Kapelle              | offener verputzter Nischenbau mit Säulenvorbau und Lourdesgrotte, bez. 1920 | D-1-75-137-66 | Votivkapelle, sog. Wara-Kapelle |
| Geisler (Standort)                           | Votivkapelle (sogenannte Heimkehrer-Kapelle) | kleiner Nischenbau mit tiefem Holzvorbau und Walmdach, bezeichnet 1952; mit barocker Ausstattung | D-1-75-137-55 | weitere Bilder                  |

## Ehemalige Baudenkmäler
| Lage                                 | Objekt                           | Beschreibung                                                                                                | Akten-Nr.     | Bild |
| ------------------------------------ | -------------------------------- | --- | ------------- | ---- |
| Dietmering Haus Nr. 2 (Standort)     | Bundwerkteile am Wirtschaftsteil | um 1830/50                                                                                                  |               | BW   |
| Tulling Sensauer Straße 2 (Standort) | Bauernhof                        | stattliche Einfirstanlage, mit Kniestock, im Giebel gotisierende Fenster, geschnitzte Haustür, 1875         |               | BW   |
| Tulling Sensauer Straße 5 (Standort) | Bundwerkteile                    | 2. Viertel 19. Jahrhundert                                                                                  |               | BW   |
| Stinau Haus Nr. 1 (Standort)         | Zugehörige Badstube              | mit Bundwerk, Mitte 19. Jahrhundert                                                                         |               | BW   |
| Wall Haus Nr. 3 (Standort)           | Traufbundwerk                    | 2. Viertel 19. Jahrhundert; beidseitig am Wirtschaftsteil                                                   |               | BW   |
| Zaißing Haus Nr. 1 (Standort)        | Bundwerkteile                    | Mitte 19. Jahrhundert                                                                                       |               | BW   |
| Zaißing Haus Nr. 2 (Standort)        | Bundwerkteile                    | Mitte 19. Jahrhundert                                                                                       |               | BW   |
| Ötzmann 2 (Standort)                 | Stallstadel                      | zweigeschossiger Flachsatteldachbau mit Bundwerk-Obergeschoss, nach 1855                                    | D-1-75-137-36 | BW   |
| Unterseifsieden 4 (Standort)         | Ehemaliger Bauernhof             | zweigeschossige verputzte Einfirstanlage mit flachem Satteldach und Bundwerk am Wirtschaftsteil, 1807       | D-1-75-137-56 | BW   |
| Wall 4 (Standort)                    | Ehemaliger Einfirsthof           | zweigeschossiger Putzbau mit flachem Satteldach und Bundwerk am Wirtschaftsteil, 2. Viertel 19. Jahrhundert | D-1-75-137-58 | BW   |